# Matías Russo
Matías Russo, né le 4 septembre 1985 à Paraná, est un pilote automobile argentin ayant fait carrière en endurance.

## Biographie

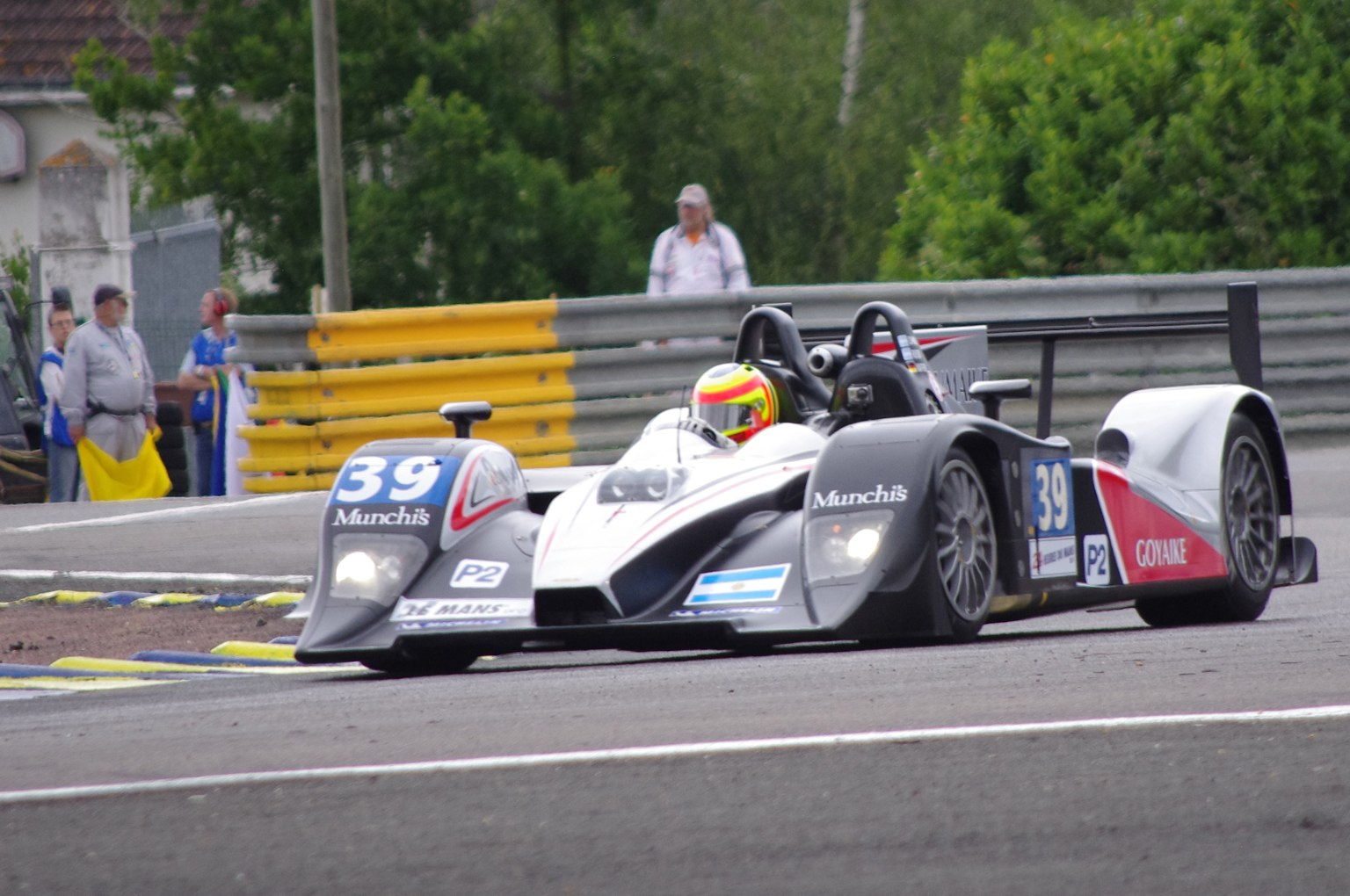
La Lola B11/40 de Matías Russo lors des 24 Heures du Mans 2011.

Matías Russo commence la compétition automobile en 2001 en Formule 3 sudaméricaine.
En 2003 et 2004, il pilote dans le Championnat d'Argentine de Formule Renault.
L'année suivante, il s'oriente en Auto GP et en Championnat de F3000 italienne puis en Top Race V6 l'année d'après.
En 2007, il concourt à domicile avec le Turismo Carretera.
Par la suite, il s'engage en Championnat FIA GT pour la saison 2008 et saison 2009.
Il participe à deux reprises aux 24 Heures du Mans en 2009 et 2011. Son meilleur résultat est une 26e place. Lors de l'édition 2010, il a abandonné avant le départ  
Il a aussi participé aux 12 Heures de Sebring 2009  et en Blancpain Endurance Series 2013.

## Résultats en compétition automobile

### Résultats aux 24 Heures du Mans
| Année | Équipe       | Équipiers                          | Voiture          | Classe | Tours | Pos. | Class Pos. |
| ----- | ------------ | ---------------------------------- | ---------------- | ------ | ----- | ---- | ---------- |
| 2009  | AF Corse     | Gianmaria Bruni Luis Pérez Companc | Ferrari F430 GTC | GT2    | 317   | 26e  | 6e         |
| 2011  | PeCom Racing | Luis Pérez Companc Pierre Kaffer   | Lola B11/40-Judd | LMP2   | 139   | Abd  | Abd        |